# Journal of Environmental Economics and Management
The Journal of Environmental Economics and Management (JEEM,Журнал економіки навколишнього середовища та ресурсів) - спеціалізований економічний журнал; видання Асоціації економіки навколишнього середовища та ресурсів; заснований в 1974 р.
У журналі публікуються теоретичні та емпіричні дослідження задовольняють наступним вимогам: вони повинні містити елементи, що зв'язують економічну систему з навколишнім середовищем та природними копалинами, а також пропозиції щодо вдосконалення управління економікою в її взаємозв'язку з зовнішнім середовищем.
Періодичність виходу журналу: 6 номерів на рік.
1. 1 2  The ISSN portal — Paris: ISSN International Centre, 2005. — ISSN 0095-0696